# Saint-Aulaye
Saint-Aulaye là một xã, nằm ở tỉnh Dordogne vùng Aquitaine của Pháp. Xã này có diện tích 34,71 kilômét vuông, dân số năm 1999 là 1999 người. Xã nằm ở khu vực có độ cao trung bình 76 m trên mực nước biển.

## Thông tin nhân khẩu
| Năm | 1962  | 1968  | 1975  | 1982  | 1990  | 1999  |
| --- | ----- | ----- | ----- | ----- | ----- | ----- |
| Dân số | 1 356 | 1 379 | 1 398 | 1 524 | 1 531 | 1 399 |
| From the year 1962 on: No double counting—residents of multiple communes (e.g. students and military personnel) are counted only once. |       |       |       |       |       |       |